# Fogo (Scottish Borders)
Fogo ist ein gestreut besiedelter Weiler in der schottischen Council Area Scottish Borders beziehungsweise in der traditionellen Grafschaft Berwickshire. Er liegt rund zehn Kilometer nordwestlich von Coldstream und sechs Kilometer nordöstlich von Greenlaw am rechten Ufer des Blackadder Water.

## Geschichte
Bereits seit frühchristlichen Zeiten ist Foghow Standort eines Kirchengebäudes. So lässt sich die Kirchengeschichte bis in das 7. Jahrhundert zurückverfolgen. 1159 wurde die dortige Kirche der Kelso Abbey unterstellt. Die heutige Fogo Kirk wurde vermutlich in den 1570er Jahren erbaut.
Auf Grund der günstigen Böden entwickelte sich Fogo als landwirtschaftliche Siedlung. In den 1880er Jahren befand sich in Fogo eine Schule, die 123 Schülern Platz bot. Sie war in einem Gebäude aus dem Jahre 1864 untergebracht und ist zwischenzeitlich geschlossen worden.

## Verkehr
In einer dünnbesiedelten Region der Scottish Borders gelegen, ist Fogo nur über nicht-klassifizierte Nebenstraßen zu erreichen. Von infrastruktureller Bedeutung ist die 1641 erbaute Fogo Bridge über das Blackadder Water, über welche die A6105 im Norden zugänglich ist. Im Westen ist innerhalb weniger Kilometer die von Oxton nach Morpeth führende A697 erreichbar. Im Osten verläuft hingegen die A6112 (Grantshouse–Coldstream).
Rund zwei Kilometer westlich wurde 1865 der Bahnhof Marchmont entlang der neueröffneten Berwickshire Railway eingerichtet. Die aus St Boswells kommende Strecke führte nach Reston und verband so die Waverley Line mit der East Coast Main Line. Ebenso wie die Bahnstrecke wurde der Bahnhof jedoch 1966 aufgelassen.